# Marie-Isidore-Edouard Le Coquiec
Marie-Isidore-Edouard Le Coquiec, francoski general, * 1896, † 1979.